# ラーク語
ラーク語  発音（ラークご、ラーク語: Lekí、英: Laki language）はイラン語群に属する言語である。通常は南部クルド語の方言だと考えられているが、語彙の共通度は、Khorramabadi方言（北ロル語）と78%、イラン・ペルシア語と70%、Mahali方言（北ロル語）と69%である。

## 言語名別称
- Alaki
- Leki